# Jatikramat
Jatikramat is een bestuurslaag in het regentschap Kota Bekasi van de provincie West-Java, Indonesië. Jatikramat telt 41.964 inwoners (volkstelling 2010).